# Stehanja vas
Stehanja vas je naselje u slovenskoj Općini Trebnju. Stehanja vas se nalazi u pokrajini Dolenjskoj i statističkoj regiji Jugoistočnoj Sloveniji. 

## Stanovništvo
Prema popisu stanovništva iz 2002. godine naselje je imalo 44 stanovnika.